# 小行星8407
小行星8407（英語：8407 Houlahan）是一颗围绕太阳公转的小行星。1995年7月25日，保罗·G·康宝在普雷斯科特发现了此天体。
这颗小行星的绝对星等为112.67492等。